# Christian Brevoort Zabriskie
Christian Brevoort Zabriskie (Ford Bridger, 16 ottobre 1864 – 8 febbraio 1936) è stato un imprenditore statunitense.

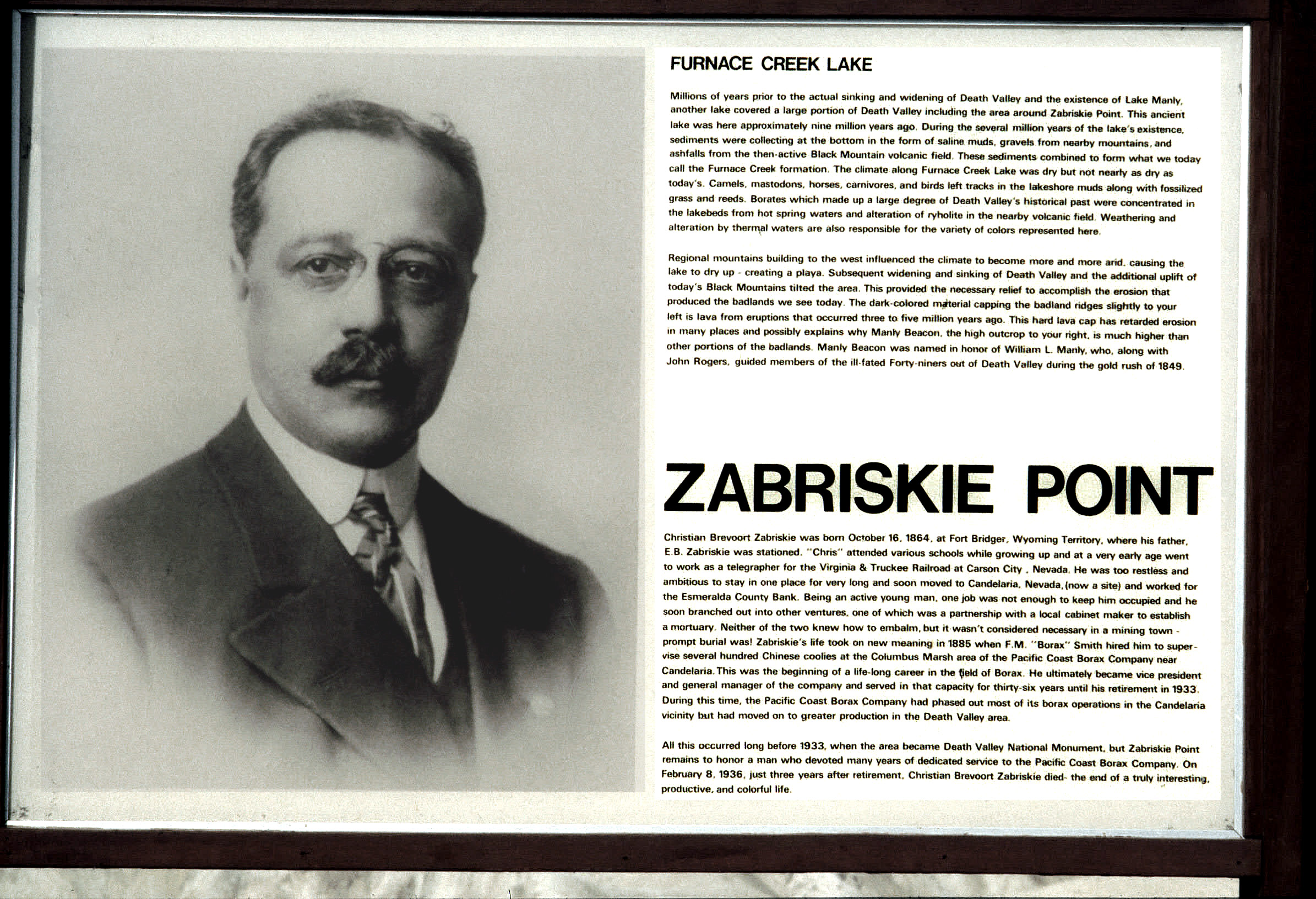
Christian Brevoort Zabriskie sul cartellone che si trova nella Valle della Morte

Fu direttore di una società mineraria per l'estrazione del borace. Nacque il 16 ottobre 1864, a Forte Bridger, nel Wyoming, dove abitava suo padre. "Chris" frequentò la scuola mentre cresceva ma andò a lavorare molto giovane come telegrafista per la Ferrovia Virginia & Truckee, nella città di Carson, in Nevada. Era troppo agitato ed ambizioso per rimanere in un posto a lungo e andò via verso Candelaria, in Nevada, dove fece l'impiegato per la Banca della Contea di Esmeralda. Essendo un giovane attivo, un lavoro non era abbastanza per mantenerlo occupato e si impiegò subito in altre imprese, in una delle quali fu socio con un fabbricante locale di casse da morto per costituire un'impresa di pompe funebri. Nessuno dei due sapeva il mestiere, ma ciò non fu considerato necessario in una città mineraria - tanto rapida era la sepoltura!
La vita di Zabriskie prese una nuova svolta nel 1885 quando F.M. Smith detto "il borace" lo assunse per sorvegliare diverse centinaia di immigrati cinesi nella zona della palude di Columbus per la Pacific Coast Borax Company vicino a Candelaria. Fu l'inizio di una carriera lunga tutta la vita nell'industria del borace. Infine divenne vice presidente e direttore generale dell'azienda e servì in quell'incarico per trentasei anni fino alla sua pensione nel 1933. Durante questo tempo, La Pacific Coast Borax Company aveva eliminato la maggior parte delle operazioni del borace nelle vicinanze di Candelaria ed era passata verso una produzione più grande nella zona della Valle della Morte.
Dal suo cognome ha preso il nome una suggestiva zona panoramica nella Valle della Morte che si chiama appunto Zabriskie Point.
| Controllo di autorità | VIAF (EN) 163178921 · LCCN (EN) n2011003339 |